# Actia painei
Actia painei là một loài ruồi trong họ Tachinidae.